# Fuente Médici
La Fontaine Médicis es una fuente monumental situada en el Jardín de Luxemburgo, en el distrito 6 de París, la capital de Francia. Fue construida en 1630 por orden de María de Médici, viuda del rey Enrique IV de Francia y regente del rey Luis XIII de Francia. Se trasladó a su actual ubicación y fue extensivamente reconstruida entre 1864-1866.
María de Médici, como la viuda de Enrique IV y la madre y regente del rey Luis XIII de Francia, comenzó la construcción de su propio palacio, que llamó el Palacio de Médici, entre 1623 y 1630, en la orilla izquierda del Sena en París.